# Ag2Hg3
Ag2Hg3是银和汞之间形成的金属间化合物，它是牙医银汞材料的组分之一。它的γ相由127 °C时的包晶反应或[(PPh3)3Ag(μ-SPh)7Hg2]的热分解产生，其晶体属立方晶系I23空间群。在非均相Ag2Hg3中Hg的扩散系数为2.18×10−2exp(−9.58×103/RT)（64~120 °C，cm2/sec）。它可以加热分解。

## 拓展阅读
- M Kaga, N.S Seale, T Hanawa, J.L Ferracane, D.E Waite, T Okabe. . Dental Materials. 1991-01, 7 (1): 68–72  [2021-09-04]. doi:10.1016/0109-5641(91)90031-S. （原始内容存档于2018-06-13） （英语）.